# Tlacotepec Plumas
Tlacotepec Plumas là một đô thị thuộc bang Oaxaca, México. Năm 2005, dân số của đô thị này là 468 người.